# Aérodrome de Los Roques
L'aérodrome de Los Roques (code IATA : LRV • code OACI : SVRS) est un aéroport situé sur l'île de Gran Roque dans l'archipel de Los Roques au Venezuela à 130 km au nord de Caracas.

## Situation
| Barcelona Barquisimeto Caracas Ciudad · Bolívar Ciudad Guayana Mérida Coro Cumaná El Vigía Maracaibo Porlamar Puerto · Ayacucho Punto Fijo San Fernando de Apure San Tomé Valencia Los Roques La Fría Maturín Canaima |

## Compagnies et destinations
| Compagnies          | Destinations      |
| ------------------- | ----------------- |
| AeroCaribe Airlines | Caracas-Maiquetía |
| Airway Linea Aéréa  | Caracas-Maiquetía |
| Blue Star Aviation  | Caracas-Maiquetía |
| Conviasa            | Caracas-Maiquetía |
| SASCA Airlines      | Caracas-Maiquetía |

Édité le 20/10/2017  Actualisé le 5/12/2023